# Lijst van Brusselse ministers van Openbare Netheid
Dit is een lijst van ministers van Openbare Netheid in de Brusselse Hoofdstedelijke Regering.

## Lijst
| Nr. | Minister | Minister                    | Partij | Partij | Begin            | Einde           | Regering(en)                              | Bevoegdheid                                                                   |
| --- | -------- | --------------------------- | ------ | ------ | ---------------- | --------------- | ----------------------------------------- | ----------------------------------------------------------------------------- |
| 1   |          | Didier Gosuin (1952)        |        | FDF/MR | 14 juli 1999     | 19 juli 2004    | Simonet I, de Donnea, Ducarme, Simonet II | Openbare Netheid                                                              |
| 2   |          | Jacques Simonet (1963-2007) |        | MR     | 18 februari 2004 | 19 juli 2004    | Simonet II                                | Openbare Netheid                                                              |
| 3   |          | Charles Picqué (1948)       |        | PS     | 19 juli 2004     | 16 juli 2009    | Picqué III                                | Openbare Netheid                                                              |
| S   |          | Emir Kir (1968)             |        | PS     | 19 juli 2004     | 17 oktober 2012 | Picqué III, IV                            | Openbare Netheid                                                              |
| S   |          | Rachid Madrane (1968)       |        | PS     | 17 oktober 2012  | 20 juli 2014    | Picqué IV, Vervoort I                     | Openbare Netheid/ Ophaling en Verwerking van Afvalstoffen en Openbare Netheid |
| 4   |          | Rudi Vervoort (1958)        |        | PS     | 7 mei 2013       | 18 juli 2019    | Vervoort I, II                            | Openbare Netheid                                                              |
| S   |          | Fadila Laanan (1967)        |        | PS     | 20 juli 2014     | 18 juli 2019    | Vervoort II                               | Openbare Netheid en Vuilnisophaling en -verwerking                            |